# Chakassen

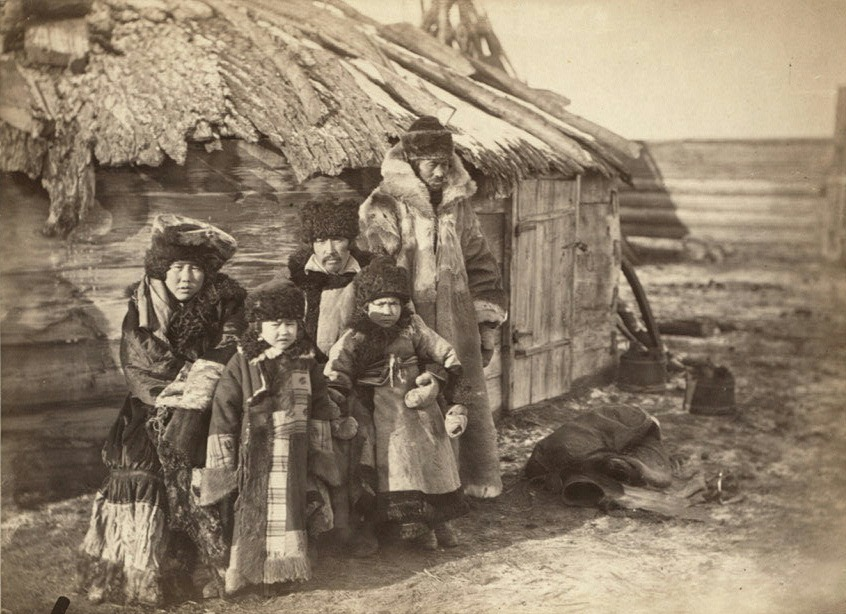
Een groep Chakassen bij Minoesinsk

De Chakassen (Chakassisch: Тадарлар, Tadarlar) zijn een Turks volk dat voornamelijk in de Russische republiek Chakassië in Zuid-Siberië woont. De Chakassen vormen met een aantal van rond 73.000 slechts 12% van de totale bevolking van de republiek. Nu het Chakassisch door een afnemend aantal wordt gesproken en meer dan 50% met een Russische partner trouwt is sprake van voortgaande assimilatie.
De meeste stammen van de Chakassen noemden zichzelf de Tadar. De naam "Chakassen" is redelijk recent. Die komt nog uit de Sovjettijd en is een kunstmatig etnoniem. Die naam is waarschijnlijk ontleend aan de naam hyagas, een oude term die de Chinezen gebruikten om alle volkeren die leefden in de Minoesinskdepressie aan te duiden.
Het houden van schapen en vee komt nog vrij algemeen voor. Wat betreft landbouwactiviteiten is het houden van vee, varkens en schapen bij de Chakassen oververtegenwoordigd vergeleken met de Russische bevolking in de republiek.
Regelmatig opgetreden volksverhuizingen bemoeilijken het vaststellen van de herkomst van de Chakassers. Wat wij nu de Chakassen noemen is ontstaan door een gecompliceerde vermenging van meestal Turkse, maar ook enkele niet-Turkse etnische elementen. De oorsprong van de Turkse volkeren en met name de Kirgiezen ligt waarschijnlijk in en rond het Altajgebergte. Door volksverhuizingen kwam een aantal van hen in het bekken van de boven-Jenisej, het gebied rond de huidige steden Abakan en Minoesinsk, terecht. Zij mengden zich geleidelijk met andere stammen en vormden vanaf de eerste eeuw voor Chr. de Jenisej-kirgiezen.

## Taal
Het Chakassisch is een Turkse taal die doorgaans wordt gerekend tot de Siberische- of Noordoost-Turkse talen. Omdat de onderlinge verschillen tussen de Turkse talen niet zo groot zijn hanteren niet alle taalkundigen dezelfde onderverdeling. Zo wordt ook wel een Zuid-Siberisch Turkse groep, waartoe dan het Chakassisch behoort, naast de Noordoost-Siberische onderscheiden. Een compromis is een Zuid-Siberische subgroep. V.G. Karpov rekent het Chakassisch echter tot de Oeigoer-Oghuzgroep.
De taal ontstond eigenlijk pas in de loop van de 19e en begin 20e eeuw uit de twee belangrijkste dialecten van de streek. In de Sovjettijd ging het gebruik van de taal geleidelijk achteruit omdat het onderwijs steeds meer Russischtalig werd. Minderheidstalen hadden geen prioriteit. De regering van de republiek die in 1992 ontstond stelt zich positiever op. Onderwijs vindt weer deels in het Chakassisch plaats. Er verschenen meerdere publicaties in deze taal, o.a. een kinderbijbel, kookboek en woordenboek. Van de bijna 73.000 Chakassen spreken nog ruim 42.000 deze taal (2010).
Vrijwel allen spreken ook Russisch. Beïnvloed door de omringende volken, bevat de taal veel leenwoorden uit het Russisch en Mongools. In tegenstelling tot de West-Turkse talen ontbreken leenwoorden uit het Arabisch en Iraans.

## Geschiedenis

### Brons- en ijzertijd
Het boven-Jenisejbekken (of Minoesinskbekken) kende van 1300 tot ongeveer 800 voor Chr. de Karasoekcultuur. Daarna tot 200 v.Chr. de Tagarcultuur, de Siberische cultuur die verwant is met de Scythen in dezelfde periode. Vindplaatsen in het Minoesinskbekken duiden erop dat er veel koper- en metaalbewerking plaatsvond. De bewoners konden paardrijden, hadden kudden vee en schapen en kenden een half-nomadisch bestaan.
De Tagarcultuur wordt in Chinese bronnen geïdentificeerd met de Dingling, die waarschijnlijk van Turkse of Mongoolse herkomst waren. Ch.S. Chard denkt dat de Karasoekbevolking geen grote rol speelde in het ontstaan van de Tagarstammen. Dit is gebaseerd op vondsten in het Minoesinskbekken. De bevolking aldaar zou in die tijd al niet homogeen zijn geweest, er zijn zowel ronde (brachycraniale) als langwerpige (dolichocraniale) schedels gevonden.

Groepen Hunnen kwamen rond 200 v.Chr. vanuit Mongolië de Altaj en het boven-Jenisejbekken binnen, onderwierpen de Dingling en mengden zich met de reeds aanwezige Europide bevolking. Van 60-30 v.Chr. ontstond een vereniging van Dingling en Kirgiezen toen de laatsten door de Hunnen werden gedwongen Lake Kirgiznur te verlaten en naar het Minoesinksbekken te gaan. Daar werden plaatselijke Oeigoerse en andere elementen door hen opgenomen. Uit deze samensmelting van volken ontstond van de 6e tot 13e eeuw de staat Khyagas of Jenisej-Kirgiezen, die na 847 AD zijn grootste uitgestrektheid bereikte.
Sommige historici noemen het een Kirgiezische staat omdat een Kirgiezische clan regeerde.
De Russische antropoloog V.V. Radlov vatte het probleem van de etnogenese van de Chakassen als volgt samen:

the Khakas people originated from the most varied mixture of tribes, but through living together they became unified in terms of their way of life and language

### Tot de 20e eeuw
In het midden van de 6e eeuw ontwikkelde zich het Turkse Kaganaat van de Göktürken, een groot Turkstalig gebied met centrum in de Altaj. In de loop van de 7e eeuw werd dit bedreigd door de Oeigoeren en door hen in 745 verslagen waarna het Oeigoerse Rijk ontstond. Het uiteenvallen van het Turkse kaganaat bood de Jenisej-Kirgiezen de kans een eigen kaganaat te vestigen. De Jenisej-Kirgiezen (of Khyagas) wonnen aan macht, invloed en welvaart. In de 9e eeuw konden ze de Oeigoeren verslaan en kregen zelfs controle tot over huidig Mongolië. Deze 'staat' bleef voortbestaan tot 1293 AD toen een nieuwe inval door Mongolen had plaatsgevonden.
Van de 15e tot begin 18e eeuw waren de Jenisei-Kirgiezen een belangrijke etnische groep in het Minoesinsk bekken en omgeving. Het was overigens een confederatie van verschillende stammen die geleidelijk last kregen van toenemende belangstelling van Rusland, de Oirat-Mongolen en de Dzjoengaren. Bij verdrag gesloten tussen de Dzjoengaren (een van de Oirat-stammen) en de Russen in 1635 werd de Jenisej-Kirgiezen opgelegd belasting te betalen.
In 1703 werden leden van de regerende stam gedeporteerd naar het Kanaat Dzjoengarije en later (1761) naar noordoost China, waar ze bekend werden als de Fuju Kirgiezen. Hun nakomelingen wonen nog in Noordoost-China maar zijn klein in getal en dicht bij totale assimilatie met Mongolen en Han-Chinezen.
De deportatie van 1703 deed de opinie in het gebied ten gunste van Rusland veranderen, in 1707 kwam het gebied onder controle van tsaristisch Rusland en kwam een instroom van Russische boeren op gang. Vanaf 1820 werd in de omgeving van Minoesinsk goud gedolven, het werd een plaatselijk industrieel centrum.
De Russen gebruikten in de Tsarentijd de naam Tataren voor alle Turkse volkeren wat ertoe leidde dat Chakassen zichzelf Tadar noemen, wat geen historische naam is. Ze gebruikten lange tijd zelf de naam Chakassen niet om zich aan te duiden. Ze werden door de Russen ook Abaka tataren genoemd, naar de belangrijkste woonplaats. Ook "het Chakassisch" bestond eigenlijk nog niet. Bij een onderzoek in 1903 werd een zestal Turkse talen en dialecten in dat gebied met elkaar vergeleken; daarbij werd het Chakassisch echter niet genoemd.
Gedurende de 19e eeuw namen veel Chakassen de Russische levensstijl over en gingen over op het Russisch Orthodoxe geloof. Sjamanisme met boeddhistische invloeden is echter niet verdwenen en wordt naast het christendom gepraktiseerd.
In het begin van de 20e eeuw waren de Turkse groepen meer en meer geconsolideerd geraakt en in 1918 werd tot gebruik van de aanduiding "Chakas" besloten; vanaf toen werd gesproken van "het Chakassisch volk en de Chakassische taal".

### 20e eeuw
Tijdens de Russische revolutie van 1905 ontstond een beweging naar autonomie. Toen in 1923 de Sovjets aan de macht kwamen werd het Nationaal District van Chakassië ingesteld, waarbij diverse etnische groepen kunstmatig werden samengevoegd tot "de Chakassen". Betreffende groepen gebruikten zelf deze naam niet, wel spraken ze dezelfde taal of in ieder geval zeer verwante dialecten. In 1930 werd dit district een autonome Oblast als onderdeel van de Kraj Krasnojarsk. Toen in 1930 de collectivisatie werd afgekondigd, beoefende een deel van de bevolking nog de half-nomadische veeteelt. In 1937 werkte inmiddels 93% op een collectieve boerderij en woonde in houten huizen in dorpen. Diverse beslissingen uit de planeconomie hadden een ongunstig effect op het ecosysteem van de steppen. In de jaren rond 1960 werd te veel land omgeploegd maar niet gebruikt. Het gevolg was winderosie. De vestiging van wolverwerkende industrie in de jaren 60 leidde tot een te grote toename van het aantal schapen, meer dan het land aankon.
De Republiek Chakassië in zijn huidige gedaante werd opgericht in 1992.
Abazijnen ·
Abchaziërs ·
Achvachen ·
Adygeeërs ·
Aino ·
Aleoeten ·
Aljoetoren ·
Altaj (Oirot) ·
Andi ·
Armeniërs ·
Avaren ·
Azerbeidzjanen·
Balkaren ·
Baraba ·
Basjkieren ·
Bergjoden ·
Boerjaten ·
Chakassen ·
Chanten ·
Chinezen ·
Dargienen ·
Dolganen ·
Enetsen ·
Evenen ·
Evenken ·
Georgiërs ·
Grieken ·
Ingoesjen ·
Ingriërs ·
Itelmenen ·
Jakoeten ·
Joden ·
Joekagieren ·
Joepiken ·
Kabardijnen ·
Kalmukken ·
Kamtsjadalen ·
Karatsjajers ·
Kareliërs ·
Kazachen ·
Kereken ·
Ketten ·
Komi ·
Koreanen ·
Korjaken ·
Korjo-saram ·
Krim-Tataren ·
Lezgiërs ·
Mansen ·
Mari (Tsjeremissen) ·
Meschetische Turken ·
Mordwienen ·
Nanai ·
Negidalen ·
Nenetsen (Joeraken) ·
Nganasanen ·
Nivchen (Giljaken) ·
Nogai ·
Oedegen ·
Oedmoerten ·
Oekraïners ·
Oeltsjen ·
Oezbeken ·
Oroken ·
Orotsjen ·
Osseten ·
Polen ·
Pomoren ·
Rusland-Duitsers (inclusief Wolga-Duitsers) ·
Russen ·
Samen (Lappen) ·
Selkoepen ·
Sjoren ·
Sojoten ·
Tabassaranen ·
Perzen (Tadzjieken) ·
Taten ·
Teleoeten ·
Tofalaren ·
Tsachoeriërs (Caxur) ·
Tsjerkessen ·
Tsjetsjenen (Noxchi) ·
Tsjoektsjen ·
Tsjoelymen ·
Tsjoevanen ·
Tsjoevasjen ·
Turkmenen ·
Toevanen ·
Wepsen ·
Belarussen (Wit-Russen) ·
Wolga-Tataren ·
Woten
Achang · Akha · Bai · Baima · Blang (Bulong) · Bonan · Buyi · Dai · Daur · De'ang · Dong · Dongxiang · Drung · Evenken · Gaoshan (Taiwanese aboriginals) · Gelao · Gin (Vietnamezen) · Han · Hani · Hlai (Li) · Hui · Jingpo · Jino · Kazachen · Kirgiezen · Koreanen · Lahu · Lhoba · Lisu · Mantsjoes · Maonan · Miao (Hmong) · Mongolen · Monpa (Menba) · Mulam (Mulao) · Nanai (Hezhe) · Naxi · Nu · Oeigoeren · Oezbeken · Oroqen · Pumi · Qiang · Russen · Salar · She · Sui · Tadzjieken · Tataren · Tibetanen (Zang) · Tu · Tujia · Wa (Va) · Yao · Yi · Yugur · Xibe · Zhuang